# Бааш, Ульрих Карлович
У́льрих (У́льрих-Ге́рман) Ка́рлович Ба́аш (23 февраля 1890, Санкт-Петербург — неизвестно) — российский легкоатлет, выступавший в барьерном беге, прыжках в высоту, длину и с шестом. Участник летних Олимпийских игр 1912 года.

## Биография
Ульрих (Ульрих-Герман) Бааш родился 23 февраля 1890 года в Санкт-Петербурге.
Выступал в легкоатлетических соревнованиях за клубы «Спорт» и КЛС из Санкт-Петербурга, МКЛС из Москвы. Завоевал на чемпионатах России пять золотых, шесть серебряных и четыре бронзовых медали: в 1908 году золото в прыжках с шестом (3,14 метра), серебро в прыжках в длину (5,97 метра), бронзу в прыжках в высоту (1,55 метра), в 1909 году — золото в прыжках с шестом (3,30), серебро в беге на 110 метров с барьерами (17,6 секунды), прыжках в высоту (1,56) и длину (6,18), в 1910 году — золото в беге на 110 метров с барьерами (17,4), серебро в прыжках в длину (6,14), бронзу в прыжках в высоту (1,55), в 1911 году — золото в беге на 110 метров с барьерами (17,8), серебро в прыжках в высоту (1,65), бронзу в прыжках с шестом (3,00) и в длину (6,25), в 1912 году — золото в прыжках с шестом (3,00), в 1913 году — серебро в прыжках с шестом (3,20), бронзу в прыжках в высоту (1,65).
В 1913 году стал чемпионом Первой российской олимпиады в прыжках с шестом (3,40).
Был рекордсменом России в прыжках с шестом с результатом 3,53 метра.
В 1912 году вошёл в состав сборной России на летних Олимпийских играх в Стокгольме. В квалификации прыжков с шестом показал результат 3,40 метра, не сумев преодолеть дававшую пропуск в финал высоту 3,65 метра. Также был заявлен в беге на 200 метров, пятиборье и десятиборье, но не вышел на старт. 
В начале Первой мировой войны прапорщик российской армии Бааш был отозван из запаса в действующую армию. Героически сражался на фронте в рядах 46-го Сибирского стрелкового полка, за что был награждён орденом Святого Владимира IV степени в соответствии с Высочайшим приказом от 22 февраля 1915 года, а также произведён в штабс-капитаны. Также награждён орденами Святого Станислава III степени с мечами и бантом (17 июля 1915), Святой Анны IV степени (25 мая 1916), Святой Анны III степени с мечами и бантом (24 августа 1916), Святого Станислава II степени с мечами (10 апреля 1917).
С началом Гражданской войны присоединился к Белому движению. В 1919 году находился в составе инженерного управления Омского военного округа.
О дальнейшей жизни данных нет.

## Личный рекорд
- Прыжки с шестом — 3,53 (1913)[9]